# Stenischia xiei
Stenischia xiei är en loppart som beskrevs av Lia Kueichen 1987. Stenischia xiei ingår i släktet Stenischia och familjen mullvadsloppor. Inga underarter finns listade i Catalogue of Life.